# Meczet w Kerczu

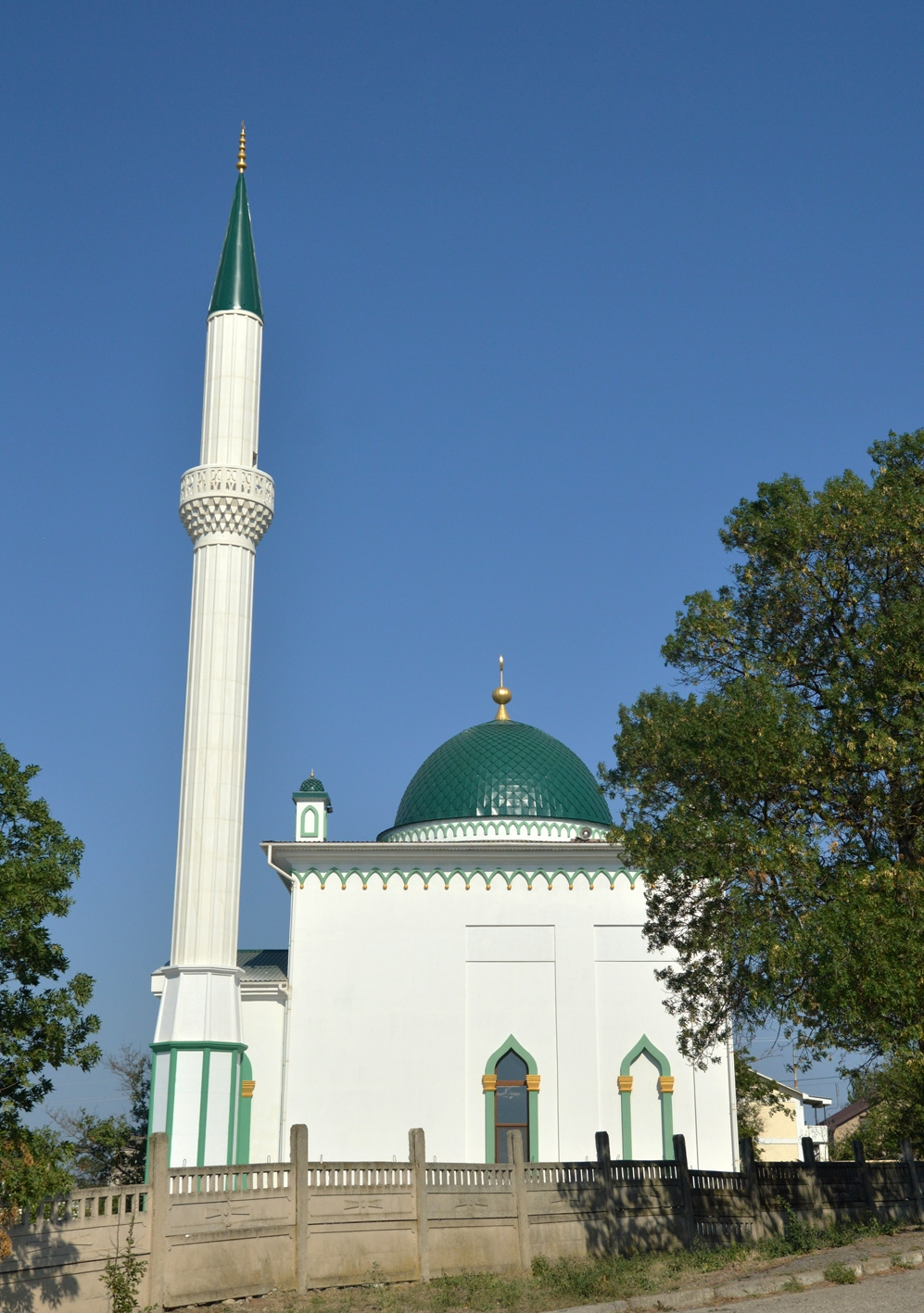

Meczet w Kerczu, wł. Meczet Piątkowy – XIX-wieczny meczet w Kerczu, przy ul. Puszkina, jedyna muzułmańska budowla sakralna w mieście. 

## Historia
Po przyłączeniu Krymu do Rosji w 1783 r. podjęto prace nad generalną przebudową Kerczu, który z podupadłej tureckiej fortecy miał stać się miastem w stylu europejskim. W trzeciej dekadzie XIX w. wraz z budową kerczeńskiego portu rozpoczął się dynamiczny rozwój miasta. W 1839 r. gubernator Noworosji Michaił Woroncow zdecydował o wytyczeniu w sąsiedztwie dotychczasowych granic miasta muzułmańskiego przedmieścia, gdzie mogliby osiedlać się Tatarzy, przenoszący się z krymskich wsi do pracy w Kerczu. Osiedlający się na przedmieściu otrzymywali zwolnienie ze służby wojskowej i podatków na 25 lat. Częścią zabudowy przedmieścia miał być również meczet, na budowę którego wydzielono 1428 rubli srebrem z budżetu, z czasem zwiększając tę sumę do 5004 rubli. Budowę meczetu zakończono w 1850 r., natomiast już w 1844 r. w niedokończonym obiekcie odbywały się modlitwy. Meczet nie posiadał minaretu, na wzniesienie którego nie starczyło funduszy.     
W 1938 r. meczet został zamknięty w toku kolejnej antyreligijnej kampanii władz radzieckich. Po deportacji Tatarów krymskich w 1944 r. został zaadaptowany na kino, a następnie na bibliotekę. Został przywrócony do użytku sakralnego na początku lat 90. XX w., po upadku ZSRR. W 2015 r. rozpoczęto generalny remont obiektu, finansowany przez prywatnych darczyńców i sponsorów, zaś w 2018 r. przy meczecie wzniesiono minaret. W toku remontu wygląd meczetu został silnie zmieniony: dobudowano przedsionek, którego budowla pierwotnie nie posiadała.  

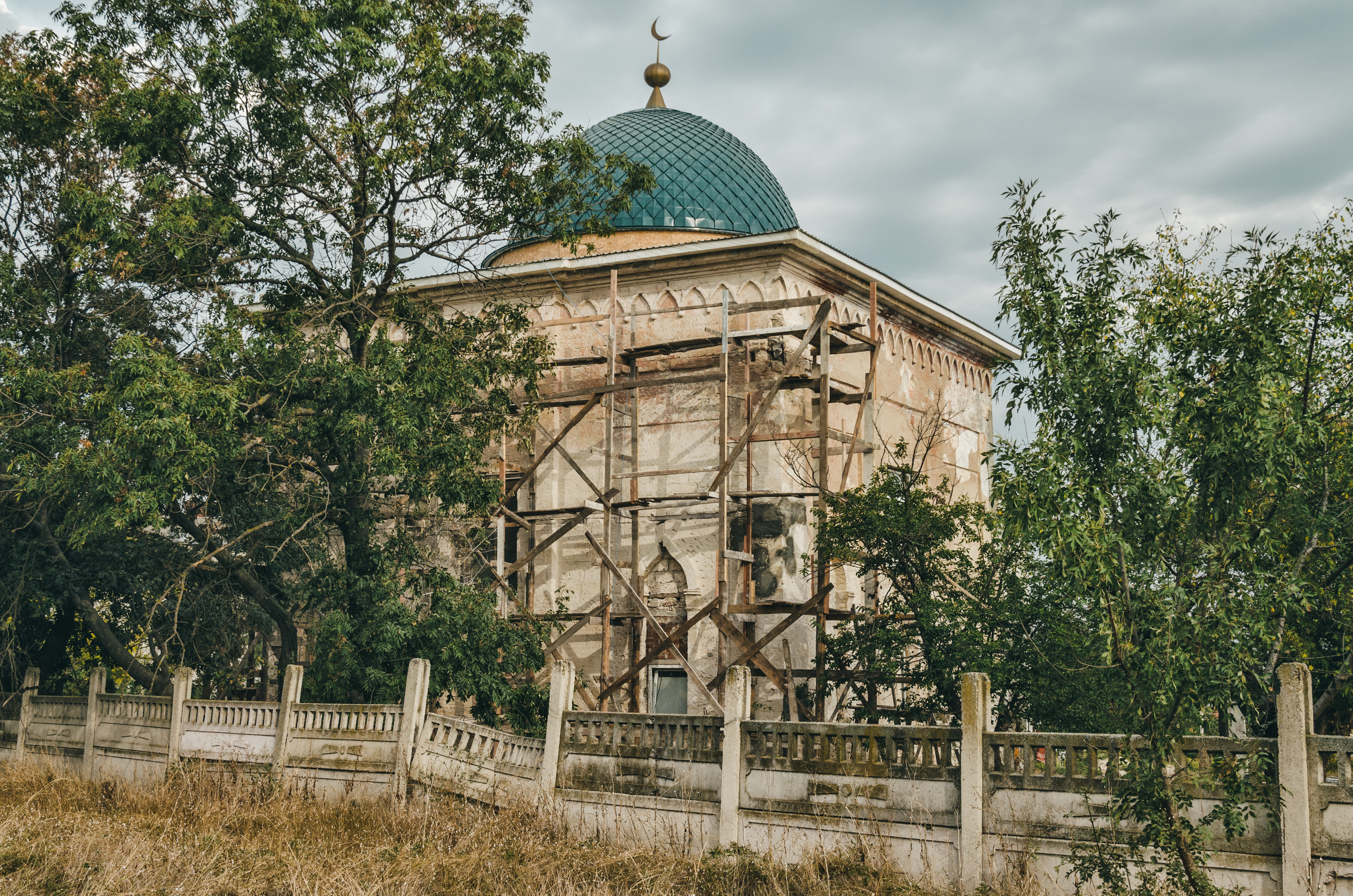
Meczet w 2015 r.

Meczet przeznaczony jest dla równoczesnego udziału 300 wiernych w modlitwie. 